# SECA Art Award
De SECA Art Award is een Amerikaanse kunstprijs die wordt toegekend door het San Francisco Museum of Modern Art. SECA is een afkorting van de Society for the Encouragement of Contemporary Art die in 1967 de initiatiefnemer van de prijs was en de prijs sindsdien ondersteunt. Aanvankelijk werd de prijs vrijwel jaarlijks toegekend; sinds 1988 is dat eens in de twee jaar.